# كامباناريو (بطليوس)
بلدية كامباناريو (بالإسبانية: Campanario)‏ هي إحدى بلديات مقاطعة بطليوس، التي تقع في منطقة إكستريمادورا في غرب إسبانيا.
يبلغ عدد سكانها 5,025 نسمة وفقاً لإحصائية سنة (2017).

## الموقع
تقع البلدية بين فيلانيوفا دي لا سيرينا وكاستويرا حيث يشكل نهر نهر يانة حدودها الشمالية.

## أعلام
- فاوستينو أريفالو